# Consonante
Una consonante (del latín consŏnans, -antis, participio activo de consonāre, estar en armonía) es un sonido de las lenguas orales originado por el cierre o estrechamiento del tracto vocal por acercamiento o contacto de los órganos de articulación de tal manera que cause una turbulencia audible. Es uno de los dos tipos básicos de sonido del habla, junto a las vocales.

## Etimología
La palabra consonante proviene de la raíz oblicua del latín cōnsonant-, de cōnsonāns 'sonando juntos', un calco del griego σύμφωνον sýmphōnon (plural sýmphōna, σύμφωνα).
Dionisio de Tracia llama consonantes sýmphōna (σύμφωνα 'sonaba con') porque en griego solo se pueden pronunciar con una vocal. Los divide en dos subcategorías: hēmíphōna (ἡμίφωνα 'medio sonado'), cuales son los continuantes, y áphōna (ἄφωνος 'sin sonido'), que corresponden a plosivas.
Esta descripción no se aplica a algunos idiomas, como los idiomas Salishan, en los que las oclusivas pueden ocurrir sin vocales (véase Nuxalk), y el concepto moderno de 'consonante' no requiere co-ocurrencia con una vocal.

## Consonantes y vocales
El término consonante proviene del latín y se refería a «sonar junto con» o «sonar con», siendo la idea tradicional que las consonantes no tenían sonido en sí mismas, ya que sólo podían aparecer junto a una vocal. Sin embargo existen lenguas donde hay sílabas e incluso palabras enteras que carecen por completo de vocales. Ahora bien, este resultado parece deberse al desarrollo lingüístico a lo largo del tiempo. Varios estudios e incluso diccionarios etimológicos corroboran esto, facilitando las formas de palabras anteriores a dicho desarrollo. Es decir, el hecho de que ciertas palabras contemporáneas, por ejemplo en idiomas eslavos, parezcan carecer de vocales, no significa que estas no les sean intrínsecas. En lingüística moderna se definen las consonantes en términos de constricción del tracto vocal, sin que tengan necesariamente que acompañar a una vocal.

## Signos consonánticos del alfabeto
Aunque cada idioma tiene sus propias consonantes, muchas de estas coinciden en la manera de escribirse debido a la influencia del griego antiguo, del cual surgieron los alfabetos latino y cirílico y sus variantes para cada idioma (como el alfabeto del castellano):
| Consonantes del alfabeto griego            | B |   | Γ |   |   | Δ |   | Ζ |   | Θ |   |   | K |   | Λ |   | Μ |   |   | Ν |   |   | Ξ |   | Π |   | P |   |   | Σ |   |   | τ | Φ | Χ | Ψ |   |   |   |
| Consonantes del alfabeto latino castellano | B | C |   | D | F |   | G |   | K |   | L | M |   | N |   | Ñ |   | P | Q |   | R | S |   | T |   | V |   | W | X |   | Y | Z |   |   |   |   |   |   |   |
| Consonantes del alfabeto cirílico          | Б |   | B |   |   | Г |   | Д |   | Ж |   |   | З |   | К |   | Л |   |   | М |   |   | Н |   | П |   | P |   |   | С |   |   | T | Ф | Χ | Ц | Ч | Ш | Щ |

Puesto que el número de consonantes en las diferentes lenguas del mundo es mucho mayor que el número de letras para consonantes disponibles en cualquier alfabeto, los lingüistas han planteado sistemas como el Alfabeto Fonético Internacional para designar un único signo a cada consonante identificada en las lenguas del mundo.

## Clasificación fonética de las consonantes

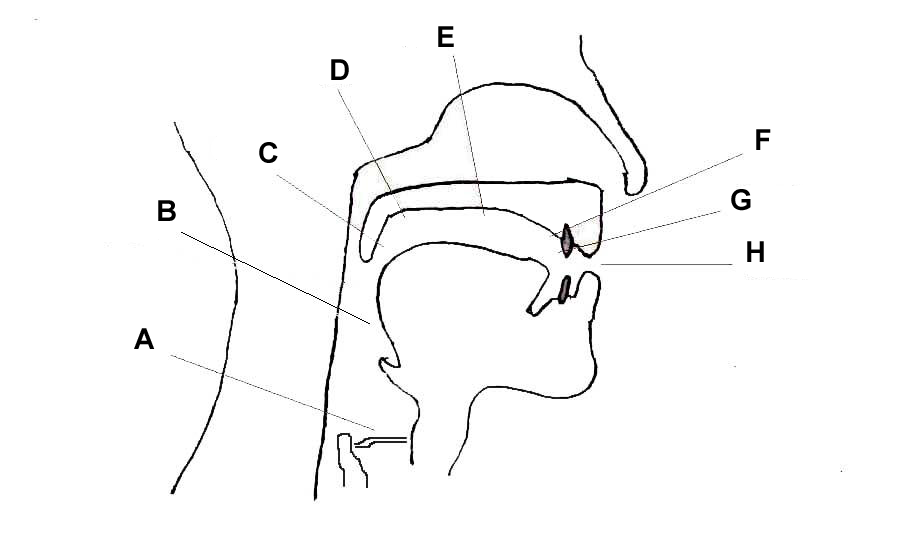
Aparato fonador según los lugares de articulación: A = glotis; B = faringe; C = úvula; D = paladar blando;
E = paladar duro; F = alvéolos;
G = dientes; H = labios.

Toda consonante queda caracterizada fonéticamente por un conjunto de rasgos distintivos. En las lenguas del mundo se han encontrado todos estos rasgos distintivos (aunque no en todas las lenguas todos estos rasgos son siempre relevantes):
- El modo de articulación, de acuerdo con como es obstruida la corriente de aire; según este rasgo las consonantes se dividen en nasales, obstruyentes (fricativas, africadas y oclusivas) y aproximantes.
- El punto de articulación según el lugar del tracto bucal donde se produce la obstrucción de la corriente de aire. Según este rasgo se dividen en labiales, coronales, dorsales, radicales y glotales.
- El modo de fonación que tiene que ver con como las cuerdas vocales vibran durante la articulación del sonido, de acuerdo con este rasgo las consonantes pueden ser sonoras o sordas.
- El VOT («voice onset time») que tiene que ver con el tiempo de retraso de la fonación, de acuerdo a este rasgo tenemos aspiradas y no aspiradas.
- El mecanismo de la corriente de aire, que clasifica a las consonantes en pulmonares egresivas, eyectivas, clics e implosivas.
- La longitud o geminación, que afecta especialmente a la duración de las mismas.
- La fuerza articulatoria que las divide en tensas o laxas.